# Сабо, Милан
Милан Сабо (венг. Milán Szabó; род. 28 декабря 1990 года, Вац, Венгрия) — венгерский биатлонист и лыжник, участник Олимпийских игр в Сочи.

## Карьера биатлониста
В сезоне 2012/13 Сабо стартовал в ряде этапов Кубка мира, лучший результат 95-е место в спринте. Принимал участие в двух чемпионатах мира, лучший результат 107-е место в спринте на чемпионате мира 2012 года.

## Карьера лыжника
В лыжном Кубке мира Сабо дебютировал 15 декабря 2013 года, всего стартовал в четырёх гонках в рамках Кубка мира, но не поднимался в них выше 52-го места и кубковых очков не завоёвывал. Более регулярно и успешно выступает в Славянском кубке, где его лучшим результатом в общем итоговом зачёте стало 37-е место в сезоне 2012-13.
На Олимпийских играх 2014 года в Сочи был 73-м в спринте и 78-м в гонке на 15 км классическим стилем.
За свою карьеру принимал участие в трёх чемпионатах мира, лучший результат 28-е место в командном спринте на чемпионате мира 2013 года, а в личных гонках 82-е место в спринте на чемпионате мира 2011 года.